# Almost Blue (album)
Almost Blue è un album in studio di Elvis Costello & The Attractions, pubblicato nel 1981; è il sesto per Costello e il quinto con il suo gruppo.

## Storia
Il disco è stato registrato nel maggio 1981 a Nashville e consiste interamente di cover di musica country, inclusi lavori di Hank Williams, Merle Haggard, George Jones e Gram Parsons.
Si tratta del primo album di Costello non prodotto da Nick Lowe.

## Copertina
La copertina del disco è stata disegnata da Barney Bubbles ispirandosi a quella dell'album del 1963 Midnight Blue di Kenny Burrell. Altre versioni del disco hanno colori differenti. Nelle note della versione originale dell'album è presente la dicitura: "ATTENZIONE: questo disco contiene musica country e western e può causare una reazione radicale agli ascoltatori dalle strette vedute".

## Tracce
1. Why Don't You Love Me (Like You Used to Do)? (Hank Williams) – 1:40
2. Sweet Dreams (Don Gibson)  – 3:00
3. Success (Johnny Mullins) – 2:41
4. I'm Your Toy (Gram Parsons, Chris Ethridge) – 3:23
5. Tonight the Bottle Let Me Down (Merle Haggard) – 2:09
6. Brown to Blue (George Jones, Virginia Franks, Country Johnny Mathis) – 2:40
7. A Good Year for the Roses (Jerry Chesnut) – 3:10
8. Sittin' and Thinkin' (Charlie Rich) – 3:02
9. Colour of the Blues (Lawton Williams, George Jones) – 2:21
10. Too Far Gone (Billy Sherrill) – 3:28
11. Honey Hush (Lou Willie Turner) – 2:15
12. How Much I Lied (Gram Parsons, Pam Rifkin) – 2:55

## Formazione
- Elvis Costello - voce, chitarra

The Attractions
- Steve Nieve - piano, organo
- Bruce Thomas - basso
- Pete Thomas - batteria

Personale aggiuntivo
- John McFee - chitarra, pedal steel guitar